# Женщины во Вьетнаме
Женщины во Вьетнаме играли разные роли на протяжении всей истории Вьетнама.
Традиционная вьетнамская культура до II века до нашей эры определялась матриархатом.
С 111 года до н.э. китайские завоеватели начали внедрять на территории Вьетнама патриархальные представления.
Роль женщин в войне и вне дома возрастала во время во время войн( Индокитайские войны, война во Вьетнаме).
Коммунистическая партия Вьетнама прилагала усилия для расширения прав женщин, равенства и представительства в правительстве, включая введение квот на рабочие места в 1960-х годах.
Вьетнам имеет один из самых высоких показателей участия женщин в рабочей силе в мире и занимает второе место (2019 год), после Филиппин по количеству женщин в высшем руководстве среди азиатских стран.
Достижениями Вьетнама в области прав женщин стало увеличение представительства женщин в правительстве. Пост президента Вьетнама (на временной основе) занимают две женщины: Вы Тхо Ан Суан (2023 г.) и Данг Тхи Нгок Тхинь (2018 г.). Кроме того, Нгуен Тхи Ким Нган была избрана председателем Национального собрания Вьетнама в 2016 году, а Чонг Тхи Май стала первой женщиной-исполнительным секретарем Коммунистической партии в 2023 году. В бизнесе Нгуен Тхо Фонг Тхо — первая женщина-миллиардер во Вьетнаме.

## История до войны во Вьетнаме

### Ранняя история и китайское правление
Роль женщин в традиционной вьетнамской культуре определялась местными обычаями, несущими следы матриархата. Легенда о горной фее Ау Ко считается свидетельством матриархата в Северном Вьетнаме. Матрилинейные и патрилинейные модели семейной структуры имели одинаковое значение во Вьетнаме.
В 111 году до н. э. китайские армии захватили древнее царство Намвьет и попытались интегрировать его в состав Империи Хань. Официальной идеологией стало конфуцианство, китайский язык стал главным, а китайская оккупация оказала огромное влияние на литературу и художественные произведения. Первыми тремя людьми, возглавившими восстание против китайцев, были женщины, так как при матриархате женщины правили кланом или племенем, китайцы же вводили патриархат. Китайская оккупация не смогла сместить вьетнамских женщин с их относительно высокого положения в семье и обществе, особенно среди крестьян и низших сословий. Вьетнамские женщины обладали большими правами и привилегиями, чем китаянки.
Матриархальный аспект древнего вьетнамского мифа отличал вьетнамское общество от повсеместного распространения китайского конфуцианского патриархата. Женская борьба вьетнамок за освобождение от (китайского) патриархата была метафорой борьбы всей нации за независимость Вьетнама".
В III веке нашей эры Чьеу Тхи Чинь, вьетка, в 19 лет возглавившая восстание против царства У, завоевавшего государство вьетов, олицетворяла матриархальную культуру, смягчающую конфуцианские патриархальные нормы.
Старая вьетнамская пословица отражала высокий женский статус: «Когда враг у ворот, женщина выходит сражаться» . Пословица означает, что участие в войне неуместно для женщин, и только когда ситуация настолько отчаянна, что война распространилась на их дом, тогда женщинам следует вступить в бой.

### Сестры Чынг
В 40 году нашей эры намвьетки сестры Чынг возглавили восстание против китайских оккупантов, и успешно образовали собственное королевство Мелинь, где одна из сестёр была провозглашена королевой, и для неё была построена столица . Сестры отменили налоги, которые были особенно жестокими. Они были побеждены в 43 году нашей эры китайцами, но до сих пор считаются национальными героинями Вьетнама.
В армии сестёр, насчитывающей 80 000 солдат, многие офицеры были женщинами. Могила матери сестёр и храм духов сохранились, хотя от отца ничего не осталось. Общество сестёр было "строго матрилинейным.
Некоторые историки сосредоточили внимание на их физической красоте, на романтических отношениях Чонг Трок с её мужем, князем Лока Тхи Сахом. Как культовый символ вьетнамского патриотизма, сёстры противопоставлялись смирившимся мужчинам.
После победы над сестрами Чынг китайцы сохраняли господство над Вьетнамом более тысячи лет. Они установили бюрократию, которая делала упор на конфуцианство, и сосредоточились на обучении правящего класса Вьетнама китайской литературе и идеям. Китайское правление закончилось в 939 году нашей эры.
Династия Ли была основана в 1010 году и правила до 1225 года, при ней только мужчины дворянского сословия могли посещать школу и стать членами государственной службы. В 1407 году страна снова оказалась под властью Китая. Независимость была восстановлена в 1428 году, когда была создана вьетнамская династия Ле.
Королем Чампа был Крю, и одной из его жён была Нгуен Тхо Нгок Кхоа (阮福玉誇), из рода князей Нгуена. Для неё он приказал срубить священное дерево Крайк Чампы, что якобы привело к истощению силы Чампы.
Камбоджийский король Чей Четта II женился на вьетнамской принцессе из рода князей Нгуен Нгуен Тхи Нгок Ван в 1618 году. Взамен король предоставил вьетнамцам право основать поселения в районе нынешнего городе Бариа, из этого поселения впоследствии вырос город Хошимин.

### Европейское правление

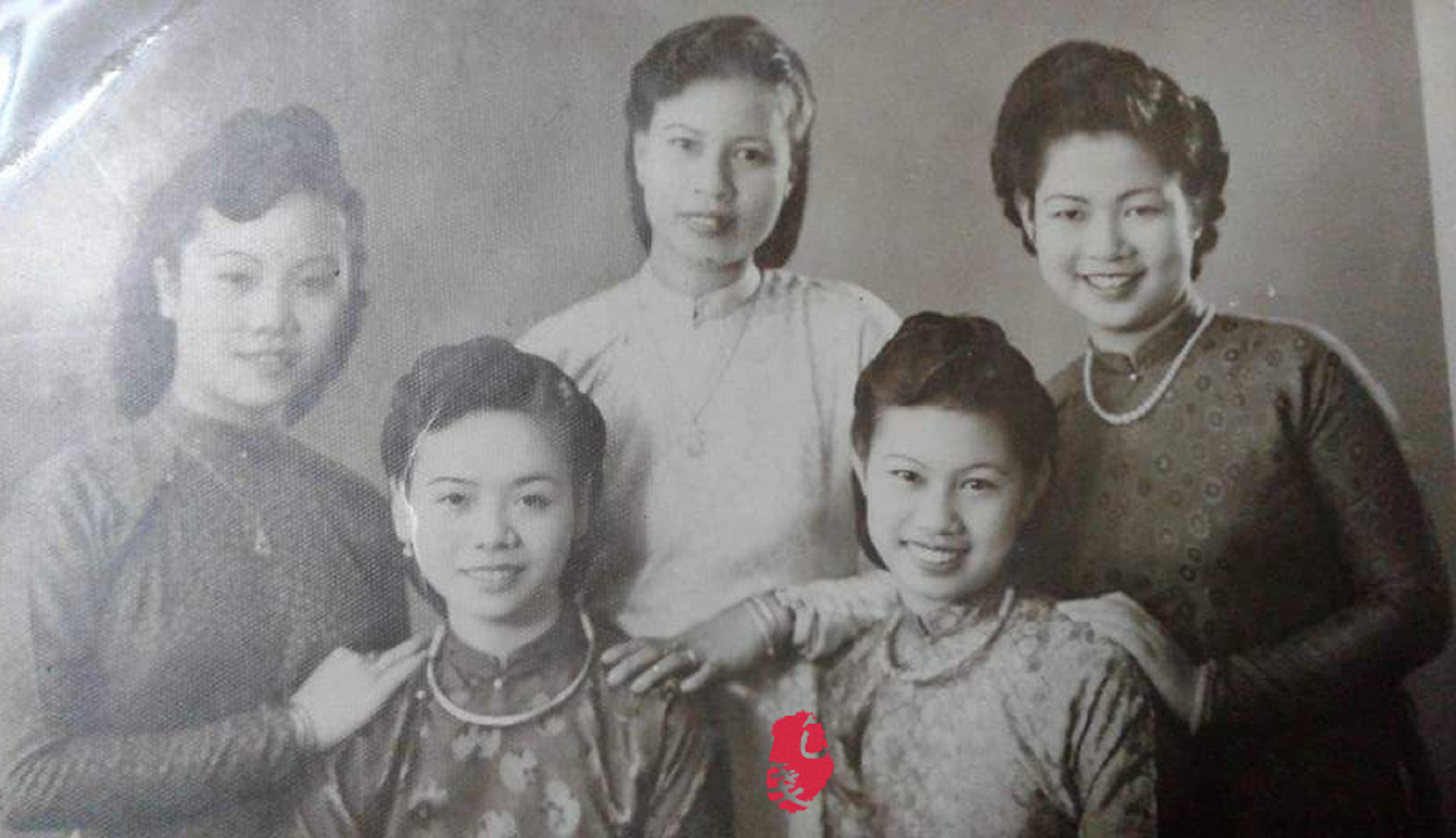
Пять сестер в Ханое, примерно 1950—1953 гг.

Французский император Наполеон III напал на Вьетнам, в результате чего к 1880-м годам Вьетнам официально стал французским протекторатом.
Вьетнамские женщины, особенно высшего сословия, стали выходить замуж за европейских мужчин, зачастую этот брак был временным соглашением. После отъезда мужа-европейца, женщины выходили замуж повторно. Вьетнамская знать «не считала ни стыдом, ни позором выдавать своих дочерей замуж за английских и голландских моряков на время, особенно если они оставили своих жен с ребёнком». Вокруг «брошенной жены» не существовало клейма. Считалось, что супруги оставляют друг друга в дружбе, и после его отъезда она может искать другого мужчину.
Европейские мужчины воспринимали женщин Юго-Восточной Азии как красивых, но не заботящихся о целомудрии. Это способствовало созданию среды, более открытой для изнасилований и похищений. Европейские религиозные лидеры начали обвинять восточноазиатских женщин в том, что они занимаются проституцией, а временные браки стали считаться постыдными, а не почётными. Положение временной жены было фундаментально подорвано.
На морской границе Вьетнам—китайская провинция Гуандун, пираты в XVII—XIX веках часто насиловали вьетнамских женщин и вьетнамских мальчиков.
Вьетнамские женщины и девочки были массово вывезены из Вьетнама в Китай во время французского колониального правления китайскими и вьетнамскими пиратами и агентствами. В1875 году в Китае был огромный спрос на вьетнамских женщин:
- из-за меньшего количества китаянок, доступных в Китае
- вьетнамских женщин считали «приспособленными к невзгодам, смирившимися со своей судьбой и, кроме того, обладавшими очень мягким характером», поэтому их разыскивали в Китае в качестве наложниц и служанок.

Вьетнамские женщины из дельты Красной реки были вывезены в Китай китайскими кадровыми агентствами, они становились жёнами, проститутками или рабынями.  Порты Южного Китая были пунктом назначения детей и женщин, похищенных китайскими пиратами из района Хайфона. Детей и красивых женщин пираты забирали во время набегов на вьетнамские деревни.  Вьетнамские дети и женщины похищались и доставлялись в Китай в рабство как китайскими, так и вьетнамскими пиратами.
Вьетнамские и китайские пираты сражались против французских колониальных вооружённых сил, получая помощь от регулярной китайской армии.
Во Вьетнаме права и положение женщин регулировались не буддизмом, а конфуцианством, в котором женщины имели низкий статус, основанный на послушании отцу, мужу и сыну. Французские колониальные власти поддерживали образование вьетнамок, однако школы для девочек, открытые в колониальный период, в основном приносили пользу городской элите.
Первая волна феминизма начались с вьетнамских городских элитных женщин, получивших образование во Франции. В начале XX-го века появилась первая женская пресса. Первый женский журнал Nu Gioi Chuong («Женский колокольчик») выходил под редакцией первого женщины-редактора Суонг Нгует Ань (1919). В 1929 году под редакцией Фу Ну Тан Ван стал выходить журнал «Женские новости».
Первой феминистской женской организацией во Вьетнаме была «Ну Конг Хок Хой» под руководством мадам Нгуен Кхоа Тунг (Дам Фуонг) в Хюэ в 1926 году. Требования этой организации были требованиями буржуазного женского движения:
- образовательные и профессиональные возможности для женщин
- запрет полигамии
- запрет детских браков.

Вьетнамское женское движение было фактически включено в Союз вьетнамских женщин (VWU) Коммунистической партии Индокитая в 1930-х годах.

### Вьетнамское националистическое движение
В 1930 году городская интеллектуальная элита обсуждала роман «Ноан Тайет» Нат Линь, в котором героиня сбегает из брака, в который её принудили. Согласно этому роману и произведениям других авторов, таким как Фан Бой Чау, существует очевидная связь между националистическим движением и расширением прав женщин. По примеру сестёр Чынг другие женщины стали активно участвовать в некоммунистических националистических движениях, особенно во Вьетнамской националистической партии. К концу 1930-х годов освобождение женщин стало распространённой темой в литературе, написанной городской интеллектуальной элитой, и женщины вошли в политическую жизнь.
Партия Лао Дун (Вьетнамская рабочая партия), возглавляемая Хо Ши Мином,пропагандировала достижения вьетнамских женщин и позволяла женщинам работать в правительстве и коммунистических делегациях. Было заявлено, что предыдущая волна женского освободительного движения в кругах высшей буржуазии в 1930-е годы была скорее пропагандой быстрого развода, а не попыткой освободить женщин в целом.
Подчеркивалось бесправие женщин во время колониального правления и под французским влиянием. Однако, когда Центральный комитет партии попросили оценить десять «основных задач революции», он поставил равные права женщин на девятое место, а его позиция в отношении прав женщин была намеренно расплывчатой.
Несмотря на это, женщины все же участвовали в революции против французов, оккупировавших Вьетнам. Они служили медсестрами, гидами, курьерами и пропагандистами. Хотя их не допускали в регулярную армию, они воевали в ополчении и партизанских отрядах в тылу. Их основной ролью в Революции были работы в сельскохозяйственном секторе. Революция не привела к немедленному расширению прав и возможностей, только 10 из 403 мест в Националистических собраниях 1946—1960 годов были заняты женщинами. Однако она распространяла феминистскую идеологию.
Французы покинули Вьетнам в 1954 году после восьмилетней войны, расколовшей Вьетнам пополам по семнадцатой параллели. Север стал коммунистическим обществом, а Юг был антикоммунистическим и получил поддержку Соединённых Штатов, что привело к длительному и кровопролитному конфликту, в котором приняли активное участие американские войска. В 1975 году коммунистическое правительство смогло захватить Южный Вьетнам, несмотря на американские бомбардировки северных городов. В 1976 году обе стороны объединились в Социалистическую Республику Вьетнам.

## Вьетнамская война (1955—1975)

### Гендерные отношения до войны во Вьетнаме
Союз женщин, созданный в 1930-х годах, отстаивал интересы женщин. Несмотря на это оплачиваемый отпуск по беременности и родам для государственных служащих, увеличенный Союзом с трёх до шести месяцев, был изменён обратно на три месяца через несколько лет после его принятия.
Государство Вьетнам было создано в 1949 году. Движение к равенству было очевидно в первоначальной конституции Демократической Республики Вьетнам 1949 года, в которой декларировалось:
- женщины равны мужчинам во всех отношениях
- предусматривался оплачиваемый отпуск по беременности и родам
- деклариравалась равная оплата за равный труд.

Закон о браке и семье 1959 года добился дальнейшего прогресса, поскольку он работал над прекращением систем наложниц, детских браков и принудительных браков. Хотя эти изменения произошли во многом потому, что социалистические лидеры хотели, чтобы женщины могли работать в промышленном и сельскохозяйственном секторах, они действительно способствовали быстрому изменению традиционных ролей женщин. При социалистическом режиме выросла грамотность как мужчин, так и женщин.

### Женщины на войне
Женщины сыграли значительную роль в во время войн в Индокитае с 1945 по 1975 год:
- как деревенские патрульные охранники
- разведчицы
- пропагандистки
- военные вербовщицы.

Этот характер и дух вьетнамских женщин был соотнесён с поведением сестёр Чынг, как «первых исторических фигур» в истории Вьетнама, восставших против китайского контроля.
Северовьетнамские женщины:
- были зачислены в Армию Северного Вьетнама и сражались в зоне боевых действий
- контролировали Тропу Хо Ши Мина, так женщин набирали из молодёжных добровольческих групп, чтобы они служили в качестве водителей грузовиков  с солдатами  по тропе Хо Ши Мина, в то время как американские пилоты совершали бомбардировки[50]
- работали на рисовых полях в Северном Вьетнаме и на контролируемых Вьетконгом сельскохозяйственных территориях в районе дельты Меконга в Южном Вьетнаме
- были зачислены  в повстанческие силы Вьетконга в Южном Вьетнаме
- служили в разведывательных службах Северного Вьетнама и Вьетконга.

Южновьетнамские женщины:
- добровольно служили в Женском корпусе вооружённых сил АРВН (WAFC) и в различных других женских корпусах вооружённых сил
- сражались в боях
- служили медсестрами и врачами на поле боя и в военных госпиталях в Южном Вьетнаме или в американских спецслужбах.
- Мадам Ню была командующей WAFC.

Во время китайско-вьетнамской войны женщин использовали в пропагандистских целях:
- вьетнамские пропагандисты  во  Вьетнамском информационном агентстве публиковали фотографии вьетнамских женщин-ополченцев с захваченными ими китайскими солдатами-мужчинами
- китайские пропагандисты публиковали фотографии раненых вьетнамских женщин-заключённых, с которыми китайцы хорошо обращались.

Китайцы держали в плену 1636 вьетнамских пленных, а вьетнамцы — 238 китайских пленных; их обменяли в 1979 году.
238 китайских солдат-мужчин сообщили, что их подвергали пыткам и бесчеловечному обращению, например, завязывали глаза, связывали тела металлической проволокой. При этом вьетнамские женщины-солдатки составляли треть охранников, удерживавших в тюрьме китайских заключённых-мужчин. В
Южновьетнамцы захватили Юго-Западный Кей у Филиппин, использовав вьетнамских проституток для отвлечения внимания филиппинских солдат на вечеринке.

### Роли женщин во время войны во Вьетнаме
В 1954 году Вьетнам разделился на две части — Северный и Южный Вьетнам. Революционное социалистическое правительство на Севере хотело повысить социальную справедливость, иногда за счёт улучшения прав женщин. Например, Закон о браке и семье 1960 года запрещал принудительные браки, детские браки, избиение жен и сожительство. Повысилось влияние Союза женщин, который отстаивал права женщин, а также мобилизовал поддержку новых законов коммунистического правительства. В середине 1960-х годов мобилизация женщин Северного Вьетнама считалась решающей для победы в войне. Союз женщин призвал женщин:
- поощрять своих родственников-мужчин к участию в войне
- принять на себя все домашние обязанности
- трудоустроиться в промышленности и сельском хозяйстве.

Вьетнамская война длилась с 1956 по 1975 год. В 1967 году Центральный комитет Коммунистической партии Северного Вьетнама принял резолюцию 153, установившую официальные квоты на рабочие места (35 % всех рабочих мест и 50-70 % рабочих мест в секторе образования) с целью поддержания экономики.  Большая часть этих квот была заполнена к 1970-м годам. Доля женщин в народных советах, основных административных органах, увеличился на уровне провинций, районов и коммун с 22,8, 20,8 и 16,5 процента в 1965 году до 34,8, 40,0 и 16,5 процента в 1965 году, 40,9 процента к 1972 году". Хотя это было самое большое участие женщин в политической сфере в истории Вьетнама, мужчины сохранили свои лидерские позиции во всех сферах, а не только на политической арене. Когда война закончилась, участие женщин снизилось, фактически опустившись ниже довоенного уровня.
Несколько законов повлияли на права женщин в период после войны во Вьетнаме и воссоединения страны:
- Закон о семье (1986 года) увеличил продолжительность отпуска по беременности и родам вдвое — с 3 до 6 месяцев
- Постановление Совета министров 1988 года № 163 предоставило Союзу женщин право участвовать в принятии любых решений, касающихся благополучия женщин и детей.

Однако рыночные реформы нового режима привело к свёртыванию некоторых из этих законов: отпуск по беременности и родам, например, был сокращен до 4 месяцев.
Других организаций, подобных Союзу женщин, нет, поскольку вьетнамское правительство очень осторожно относится к неправительственным организациям, которым оно позволяет существовать. Ассоциация вьетнамских женщин существует в основном для усиления власти Коммунистической партии, поэтому она не всегда способна полностью поддерживать интересы женщин.

### Гендерные отношения в послевоенном Вьетнаме
Во Вьетнаме в 1960-е и 1970-е годы вновь обретшие власть социалисты пропагандировали равный доступ к образованию для мужчин и женщин.
Воссоединение Северного и Южного Вьетнама в 1976 году также позволило женщинам взять на себя руководящие роли в политике.
Вьетнам в 1980-е годы был местом, где была надежда на расширение прав женщин.
Однако, защитники прав женщин во Вьетнаме «ослабились в эпоху после воссоединения, отчасти из-за проведения реформ свободного рынка в недемократическом политическом контексте». Новое государство внедрило свободную рыночную экономику, но политическое участие женщин не было расширено. Влияние Союза вьетнамских женщин ослабло, после окончания войны правительство больше не считало его важной организацией. Была отменена система квот, уменьшилось числа женщин в Национальном собрании. Также наблюдался рост профессиональной сегрегации, поскольку женщины вернулись в дом, а мужчины вернулись с войны. Политика свободного рынка, известная как Дой мой, ставит домохозяйства, возглавляемые женщинами в сельской местности, в невыгодное положение, ограничивая их доступ к кредитам.

### Женщины-беженки
Бордели Бангкока в Таиланде покупали похищенных пиратами вьетнамских женщин, бежавших из Южного Вьетнама после войны во Вьетнаме.

## Женщины в современном обществе

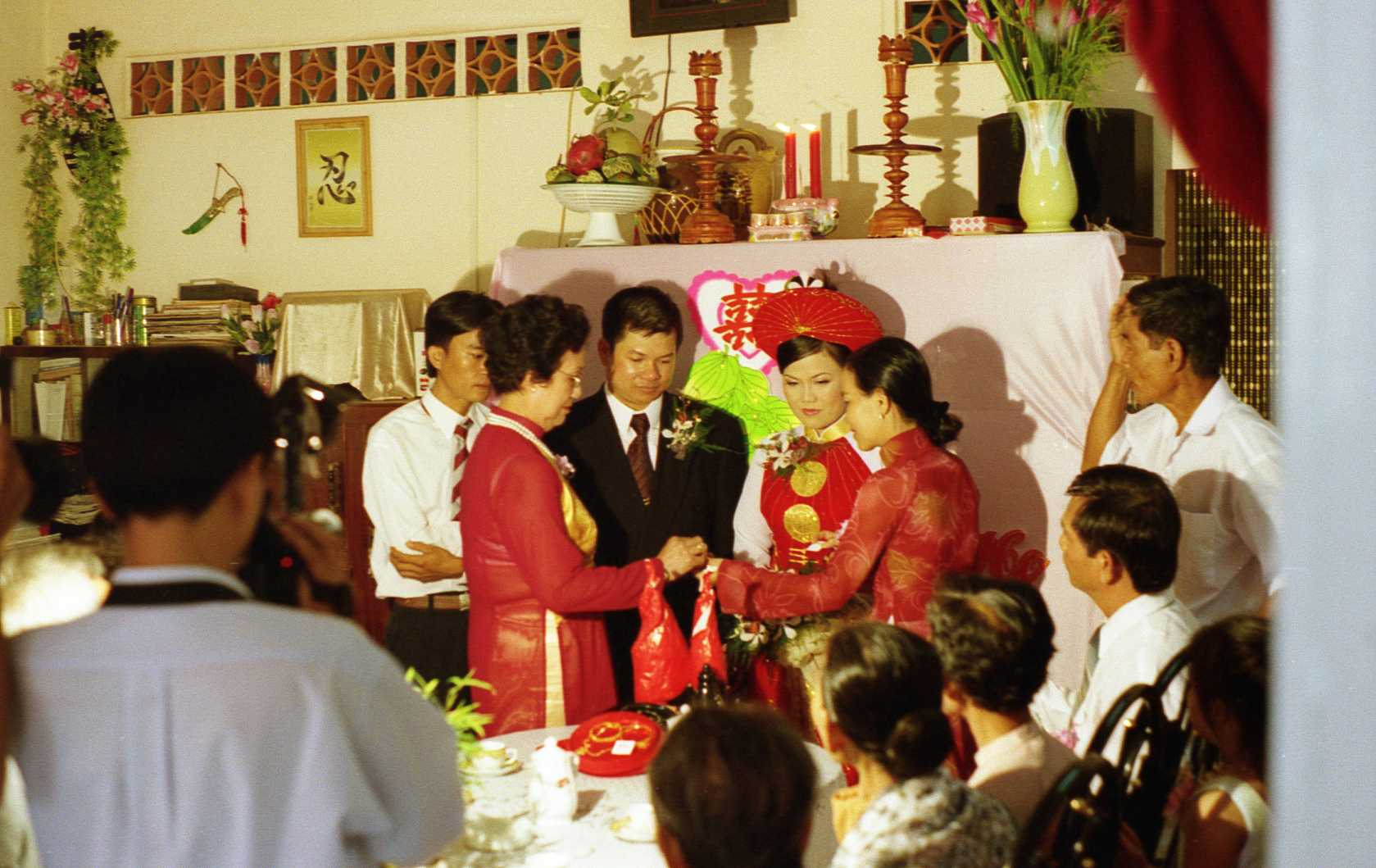
Традиционная вьетнамская деревенская свадебная церемония

В современном Вьетнаме участие женщин в экономике, правительстве и обществе возросло. Традиционные конфуцианские патриархальные ценности продолжают сохраняться. Постоянный акцент на семейной ячейке, как политика Союза вьетнамских женщин, подвергается критике.  Политика двух детей во Вьетнаме вызвало изменения в соотношении полов: численность мужчин превышает численность женщин.

### Семья

#### Свадьба
После колонизации европейскими державами от вьетнамок ожидалось, что они выйдут замуж и станут домохозяйками. Во время войны во Вьетнаме женщины в сельских районах Вьетнама перестали выходить замуж,  женское одиночество стало растущей тенденцией. После двадцати брак считался образом жизни женщины, понятие «самодостаточное домохозяйство из одного человека было не очень приемлемым» и рассматривалось как эгоистичное и одинокое. После двадцатипятилетнего возраста одинокие женщины переходили от временного к постоянному внебрачию. Общество воспринимало их как «вызывающих сожаление». Однако, опрос женщин показал, что они были довольны своим решением отказаться от возможной «несчастной» жизни с мужем.
С самого раннего возраста старший ребёнок во вьетнамской семье должен был выполнять множество обязательств. Одним из них была необходимость заботиться о своих младших братьях и сестрах. Во время войны родителям, занятым сельскохозяйственным трудом, было трудно заботится обо всех своих детях. Если бы старшую дочь выдали замуж, семья лишилась бы рабочей силы. Из-за этого обязательства женщины отвергали предложения руки и сердца. После войны женщины продолжали помогать по хозяйству и заменяли мужчин, погибших в боях. Хотя у многих ещё были предложения о браке, они считали, что это судьба и что они предназначены для одиночества. Гендерный дисбаланс, последовавший за войной во Вьетнаме, также стал причиной роста числа одиноких женщин.
Женщины из сельской местности вступали в брак в более молодом возрасте, чем женщины из городских районов. Существовала разница в брачных и семейных ценностях между северным и южным Вьетнамом («брачные ритуалы, условия проживания семьи, состав семьи и добрачное сексуальное поведение»).

#### Роль в семье
Акцент конфуцианства на семье влияет на жизнь вьетнамских женщин, особенно в сельской местности (ценности добрачной женской девственности, осуждение абортов и разводов). Однако женщины во Вьетнаме продемонстрировали повышенное влияние на семейные решения, такие как семейный бюджет и образование детей. Что касается ответственности за уход за детьми, мужчины продемонстрировали более активное участие в уходе за детьми в более раннем возрасте, хотя в целом женщины по-прежнему несут основную ответственность. Женщины рассматриваются в первую очередь как матери, и существует утверждение, что они проявили «уважение» к происхождению своего мужа, если родили мальчика (на самом деле пол ребёнка зависит только от мужчины). В то время как поклонение предкам по отцовской линии показывает девочек как «внешнюю линию» (họ ngoại), мальчики считаются «внутренней линией» (họ nội). Вьетнамское общество склонно следовать по линии предков через мужчин, оттесняя женщин на периферию. Во Вьетнаме действует политика двух детей. Некоторые семьи хотят иметь хотя бы одного мальчика, но предпочитают двух мальчиков двум девочкам, поэтому они используют ультразвуковые аппараты, чтобы определить пол ребёнка, чтобы впоследствии сделать аборт потомства женского пола.
Основная религия во Вьетнаме — традиционная народная религия (см. Вьетнамская народная религия). Это не организованная религия, однако она принимает многие конфуцианские взгляды. Одним из основных взглядов, заимствованных у Конфуция, является патрилинейное общество. Мужчина является главой семьи, и, более того, его родословная должна быть защищена. Что касается материнства, вьетнамских женщин рассматривают и используют в первую очередь как матерей. Во Вьетнаме свекрови предстают как стойкие приверженцы норм, связанных с уходом за детьми, и они больше всего не одобряют, если мужчина больше заботится о детях, чем женщина.
Женская девственность имеет огромное значение, особенно в сельской местности, и Общество осуждает аборты и разводы женщин.
Большинство женщин (на 2008 год) рожали к моменту достижения 20-летнего возраста, однако чем более высокий уровень образования получила женщина, тем в более позднем возрасте она рожала своего первого ребёнка.

#### Домашнее насилие
Проблема домашнего насилия стала предметом пристального внимания во Вьетнаме. В 2007 году вьетнамское законодательство приняло Закон о предотвращении и контроле домашнего насилия, в котором сообщалось, что 32 % вьетнамских женщин подверглись сексуальному насилию со стороны своих супругов, а 54 % женщин во Вьетнаме пострадали от эмоционального насилия. Высказывались предположения о возможности развода как решения проблемы тех, кто подвергся домашнему насилию. Опросы показали, что 87 % жертв домашнего насилия во Вьетнаме не обращаются за помощью.
В исследовании, сравнивающем отношение китайцев и вьетнамцев к женщинам, вьетнамцы консервативнее, чем китайцы в части заявилений, что мужчина должен доминировать в семье, а жена должна заниматься сексом со своим мужем по его желанию. Больше вьетнамцев, чем китайцев одобряет насилие в отношении женщин поддержали Домашнее насилие более приемлемо воспринималось вьетнамскими женщинами, чем китайскими женщинами.

#### Международный брак
Некоторые вьетнамские женщины из Лаокая, вышедшие замуж за китайцев, заявляли, что вьетнамские мужчины избивали своих жен, завязывали романы с любовницами и отказывались помогать своим женам по хозяйству, в то время как китайские мужчины активно помогали своим женам. Вьетнамские женщины едут в Китай в качестве невест для сельских китайских мужчин, на эти браки не повлияли сложные отношения между Вьетнамом и Китаем Вьетнамские невесты по почте также отправлялись замуж на Тайвань и Южную Корею.
Известны случаи похищения или продажи с помощью обмана вьетнамских женщин для китайских мужчин. Их общая численность составляет несколько тысяч человек, в значительном числе случаев жертвы были несовершеннолетними.

### Соотношение полов
Недавние исследования показали изменение соотношения полов во Вьетнаме, количество мужчин превышает число женщин. В 2006 году соотношение полов составило 110 мужчин на 100 женщин по всему Вьетнаму, что выше установленного нормального соотношения полов, составляющего 106 мужчин на 100 женщин. Причины гендерного перекоса:
- вьетнамская политика двух детей
- предпочтение сыновей
- использование ультразвука для определения пола будущего ребёнка и аборт девочек.

#### Селективные аборты по признаку пола
В 1988 году Вьетнам ввёл «политику двух детей». Если женщина первым родила сына, шансы на рождение второго ребёнка резко падали. Если женщина первой родила дочь, у неё была большая вероятность родить второго ребёнка, из-за предпочтения семьи иметь хотя бы одного мальчика. Для определения пола детей в последние годы вьетнамские семьи все чаще используют ультразвуковые технологии, а также улучшают и развивают получаемые изображения. Это часто приводит к аборту потомства женского пола
В конце XX-го века экономист Амартия Сен отметил недавнее появление абортов по признаку пола, ухудшающих соотношение женщин и мужчин, при этом мужчин по-прежнему больше, чем женщин.

#### Женская смертность
С 1970 года общий уровень детской смертности снизился. Однако, в отличие от соседних стран, таких как Индия и Китай, уровень детской смертности среди мальчиков в период с 1970 по 2000 год был выше, чем уровень детской смертности среди девочек. Мальчики на 30 % чаще, чем девочки, умирают до достижения определённого возраста.

### Образование

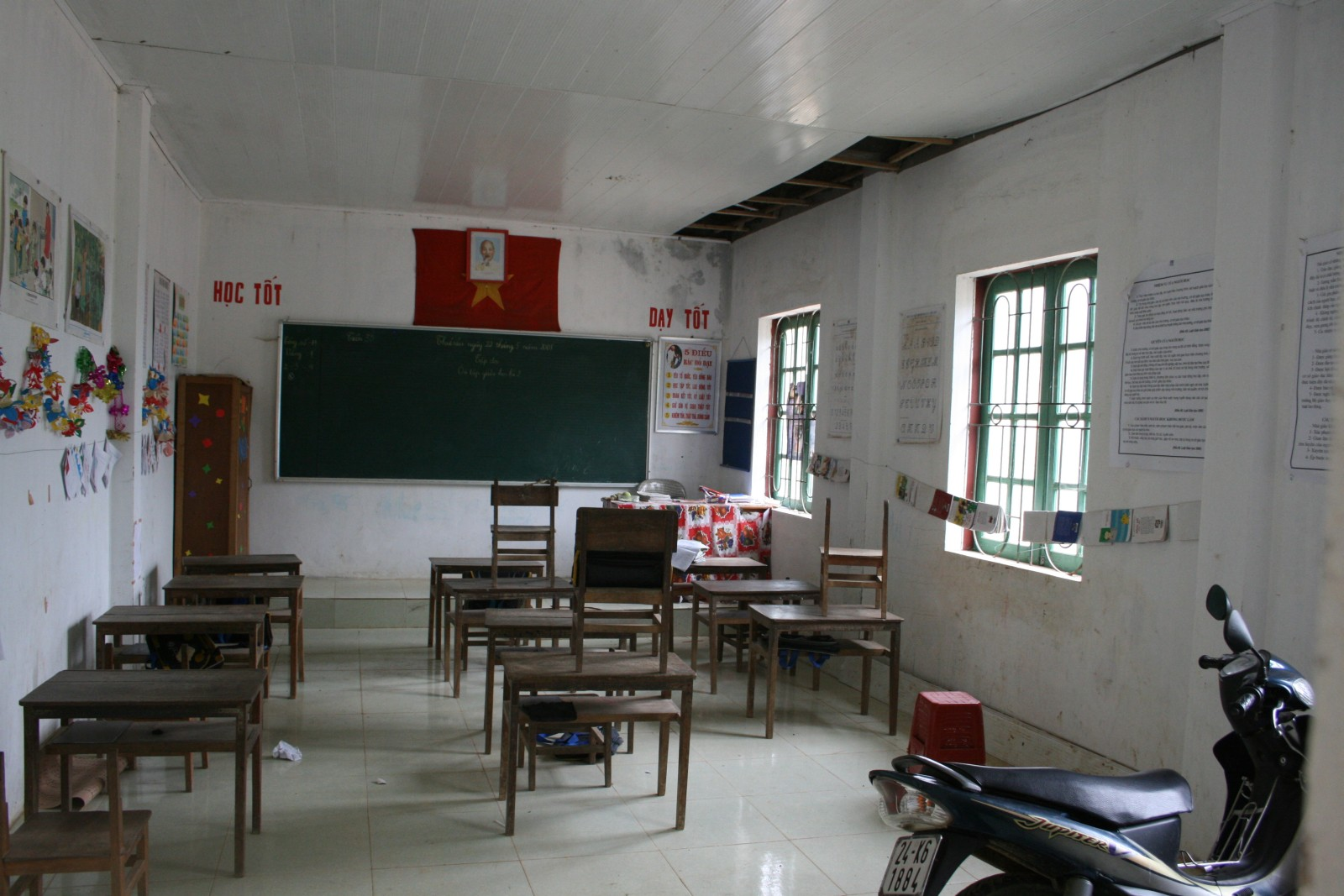
Школьный класс в сельском округе Там Донг

Общий уровень грамотности во Вьетнаме высок, при этом доступ к образованию относительно равен между мужчинами и женщинами. Однако региональные различия всё ещё очевидны, особенно среди горных северных регионов. В провинции Лайтяу уровень грамотности среди мужчин вдвое превышает уровень грамотности среди женщин.
Существует гендерный разрыв в образовании: мужчины с большей вероятностью посещают школу и продолжают получать образование, чем женщины. В сфере образования, связи и государственных услуг работает больше женщин, чем мужчин.

### Экономика
Вьетнамские женщины среднего класса добились значительного экономического прогресса: 83 % «женщин трудоспособного возраста» задействованы в рабочей силе. Эти женщины выбрали следующие профессии: продажи, маркетинг и реклама. Женщины в современной рабочей силе и экономике получают гораздо более высокую заработную плату, чем предыдущие поколения. Однако женщины по-прежнему получают неравные льготы по трудоустройству по сравнению с их коллегами-мужчинами.
76 % работающих женщин сосредоточены в сельскохозяйственном секторе. И хотя менее 10 % работающих женщин работают в текстильной промышленности, 80 % работников текстильной промышленности — женщины.
Местные кредитные ассоциации не предоставляют кредиты матерям-одиночкам, что привело к росту бедности в домохозяйствах, возглавляемых женщинами.
В 2021 году Японское агентство международного сотрудничества подписало кредитное соглашение на сумму 75 миллионов долларов США с Акционерным коммерческим банком Вьетнама «Процветание» (VP Bank) для кредитования малых и средних предприятий, возглавляемых женщинами.

#### Гендерный разрыв в оплате труда
Средняя заработная плата во Вьетнаме в 2012 году составляла 1540 долларов США В 2011 году исследования показали, «что женщины зарабатывают на 13 % меньше, чем мужчины». Исследование заработной платы рабочих, проведённое в 2012 году Всеобщей конфедерацией труда Вьетнама (VGCL) на предприятиях по всей стране, показало, что зарплаты женщин-работниц составляют лишь 70-80 % от заработной платы их коллег-мужчин. Глобальный средний гендерный разрыв в оплате труда колеблется в пределах 17 % . Единственные две профессии, где оплата равна, — это логистика и уход за домом.
Более 70 %рабочих во Вьетнаме — женщины. Гендерный разрыв в оплате труда начал увеличиваться в период 2012—2013 годов по сравнению с 1999—2007 годами. За этот период во Вьетнаме было зафиксировано увеличение разрыва на 2 %.

### Политика

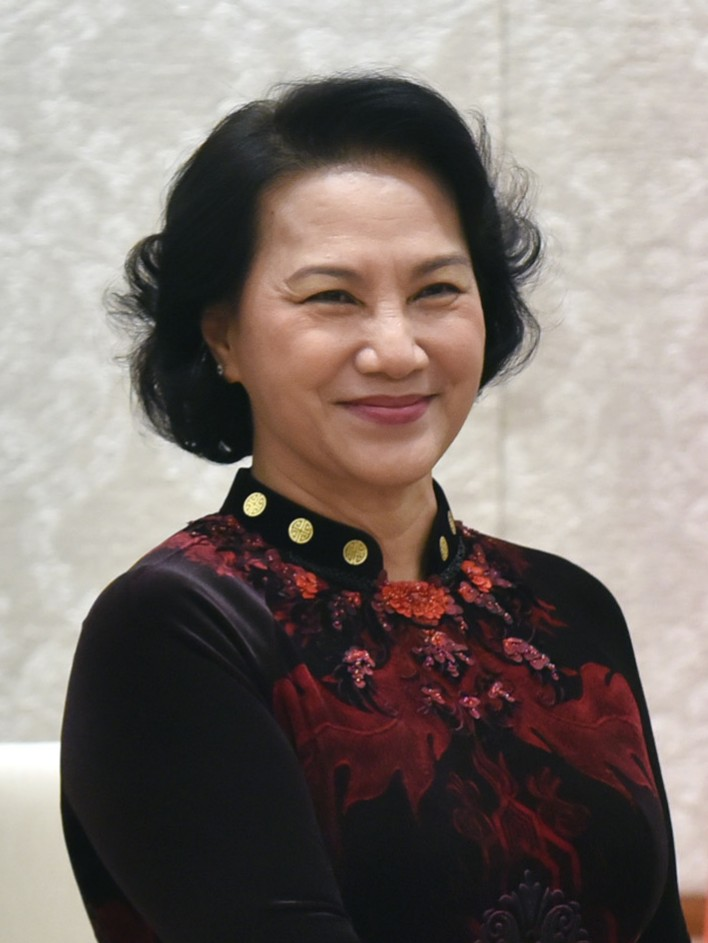
Нгуен Тхи Ким Нган, председатель Национального собрания Вьенама, была признана 5-й самой уважаемой женщиной во Вьетнаме по результатам опроса YouGov 2020 года

Участие женщин в Национальном собрании Вьетнама находится на самом низком уровне с 1997 года.
В Коммунистической партии Вьетнама членство женщин росло и в 2010 году составило 33 % (в 2005 году—21,9 %), однако число женщин в партии по-прежнему меньше, чем число мужчин. Кроме того, число женщин-лидеров на ключевых постах, таких как Политбюро, Центральный комитет и Секретариат, остаётся низким.
На региональном уровне женщины занимают 23 % районных должностей, а также 23 % муниципальных должностей.
Подобно целям развития тысячелетия ООН, правительство Вьетнама  разработало свой собственный набор целей, направленных на увеличение доли женщин в правительстве (в 2011 году доля женщин составляла 30 %). Национальная стратегия по улучшению положения женщин установила цели, которые должны были быть достигнуты к 2010 году, но не были достигнуты  из-за "неадекватного государственное регулирования, отсутствие реализации существующей политики, культурных факторов и систематической предвзятости в отношении женщин.
Многих женщин, желающих заниматься политикой, часто отпугивают возрастные критерии отбора на обучение и пенсионный возраст, который наступает на пять лет раньше, чем у мужчин: у мужчин пенсионный возраст составляет 60 лет, а у женщин — 55 лет. Женщины гораздо больше подвергаются притеснениям в своей профессии, и продвижение по службе зависит от усмотрения начальника и его отношения к продвижению по гендерному признаку. Существует мало женщин-образцов для подражания, которым молодые женщины могли бы следовать или которыми они могли бы вдохновляться в социальных сетях, в средствах массовой информации, дома и в образовании.
В настоящее время должность вице-президента Вьетнама занимает Данг Тхи Нгок Тхинь, причём это высшая должность, которую может занимать женщина во Вьетнаме. Однако большинство должностей  занимали мужчины, так, в период с 2002 по 2007 год все министерские должности в правительственном кабинете занимали мужчины. Для достижения гендерного равенства была разработана Национальная стратегия по гендерному равенству 2011—2020.

### Торговля людьми
С 1980-х годов некоторые женщины из Вьетнама стали жертвами похищений, торговли невестами, торговли людьми. Вьетнамки стали жертвами проституции в Китае. Тайване, Южной Корее, жертвами сексуального рабства в Камбодже. Современную борьбу вьетнамских женщин, ставших жертвами " посредников в невесте ", можно резюмировать в грандиозном стихотворении, известном как " Сказка о Киеу ". Женщины и девушки всех этнических групп, а также иностранки стали жертвами торговли людьми во Вьетнаме.
Основной проблемой прав человека в Юго-Восточной Азии является торговля людьми, часто жертвы торговли людьми, отправляются в Австралию . Вьетнам, а также другие страны, такие как Камбоджа, Лаос и Филиппины, являются основными странами-источниками торговли людьми. Предпочтение мальчиков девочкам в странах Юго-Восточной Азии ещё больше нарушает баланс между полами в регионе, который уже нарушен сильным предубеждением в пользу мальчиков. Эта тенденция привела к увеличению торговли женщинами. В то время как многих жертв торговли людьми насильно/похищают/порабощают, других заманивают, предполагая, что они получают лучшую работу. Согласно аналитическому обзору по торговле людьми в Юго-Восточной Азии, хотя жертвами являются девочки, женщины, мальчики и мужчины, большинство из них составляют женщины. Неквалифицированные и плохо образованные женщины обычно становятся жертвами торговли людьми. Согласно отчёту УНП ООН, данные о женщинах и мужчинах, задействованных в принудительном труде, могут быть искажены из-за того, что лишь несколько стран опубликовали данные о взрослых мужчинах.
Основными причинами торговли людьми в Юго-Восточной Азии являются универсальные факторы, такие как бедность и глобализация. Индустриализация, возможно, также является ещё одним фактором торговли людьми. Многие ученые утверждают, что индустриализация быстро развивающихся экономик, таких как Таиланд и Сингапур, привлекла бедных мигрантов, стремящихся к карьерному росту, и людей, желающих покинуть раздираемые войной страны. Большое количество рабочих-мигрантов, ищущих работу, и высокий спрос со стороны экономики, ищущей дешёвую рабочую силу, создают идеальную комбинацию для процветания торговцев людьми. Секс-индустрия возникла в Юго-Восточной Азии в середине XX-го века и сначала обслуживала военнослужащих, находящихся в отпуске с баз, но когда военные объекты начали сокращаться, индустрия переключила свое внимание на растущий туризм. Существует большой подпольный рынок, торговли людьми.
В 2005—2009 годах было обнаружено 6000 женщин-жертв торговли людьми. Большинство женщин и девочек продаются в Китай, 30 % — в Камбоджу, а оставшиеся 10 % — в пункты назначения по всему миру.

### Союз женщин Вьетнама

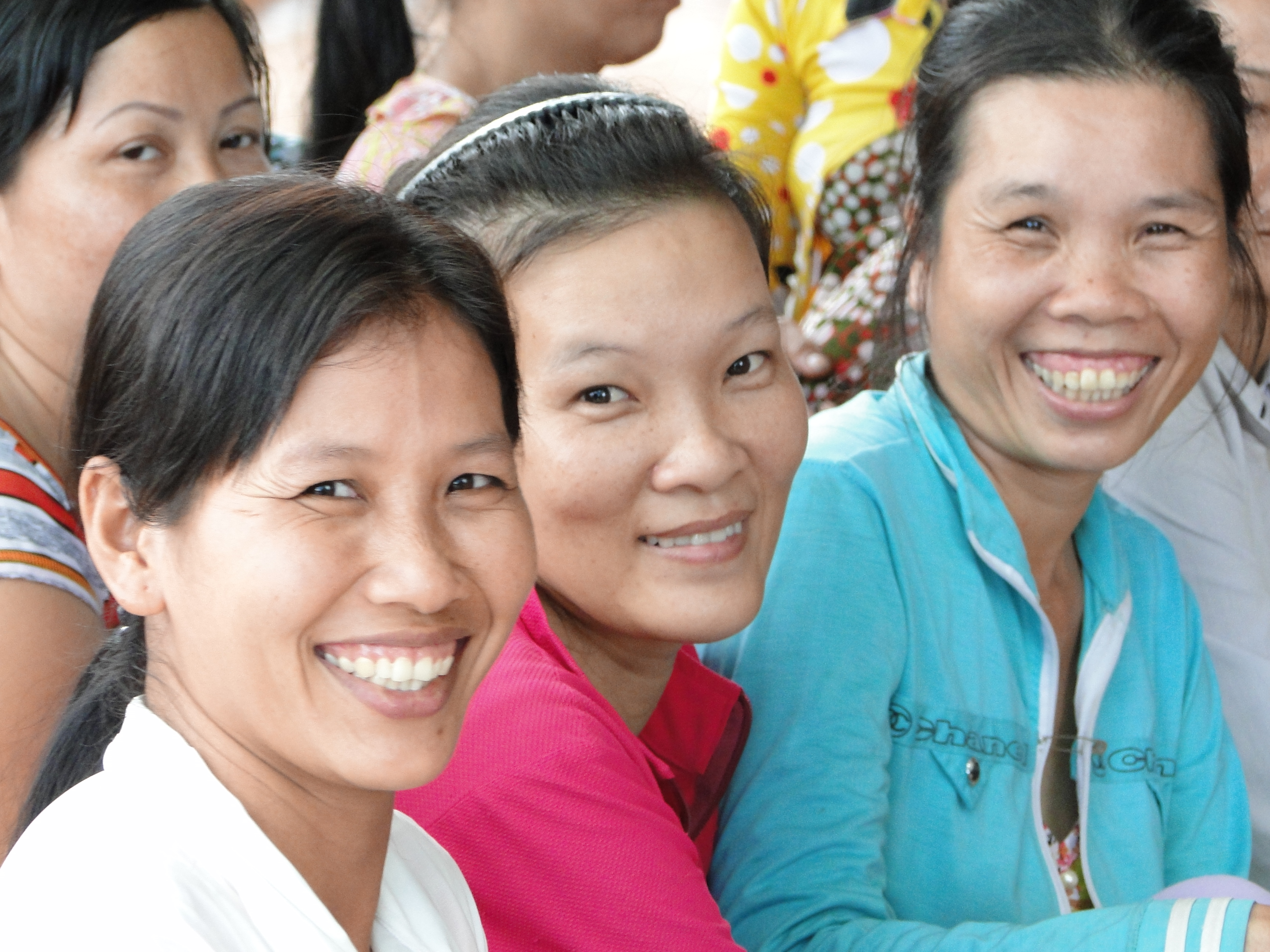
Члены Союза вьетнамских женщин на семинаре по готовности к стихийным бедствиям в районе Кан Тао, южный Вьетнам

Для достижения гендерного равенства Союз женщин Вьетнама, основанный в 1930 году при Коммунистической партии Вьетнама, занимается улучшением положения женщин во многих сферах; однако они также подчеркивают многие аспекты конфуцианской доктрины, которая сохраняет иерархию, в которой доминируют мужчины. По состоянию на 2000 год количество членов выросло до 11 миллионов, что составляет 60 % женского населения Вьетнама старше 18 лет. Союз часто консультирует при разработке политики по гендерным или женским вопросам. Однако Союз критикуется из-за недостаточно эффективного продвижения прав женщин.
В 1980-х годах Союз вьетнамских женщин увеличил оплачиваемый отпуск по беременности и родам Однако через несколько лет увеличенный отпуск по беременности и родам был восстановлен до первоначальной продолжительности. Не существует других организованных групп гражданского общества, которые борются за права женщин. Две области, в которых мало что изменилось за последние десятилетия, — это роль женщин в семье, особенно материнство, и проблемы прав человека, с которыми женщины традиционно сталкиваются в регионе.
В 2001 году Союзу вьетнамских женщин было поручено разработка Закона о гендерном равенстве. Закон вступил в силу в середине 2007 года.

#### Критика
Критике подверглось:
- внимание Союза женщин к конфуцианским ценностям, которые поддерживают иерархию, в которой доминируют мужчины[62]
- отсутствие действий против гендерных норм
- уделение слишком большого внимания семье, как ячейке общества[62][113]
- отсутствие защиты прав женщин[113]

## Дальнейшее чтение
- Форбс, Эндрю и Хенли, Дэвид: Вьетнам в прошлом и настоящем: Север . Чиангмай. Книги знатоков, 2012. ASIN: B006DCCM9Q.
- < История Вьетнама — Вьет Су Бонг Чан >
- Нгуен, Натали Хьюнь Чау. Вьетнамские женщины: рассказы о межкультурных браках, Пересечения: гендер и сексуальность в Азиатско-Тихоокеанском регионе, выпуск 21, сентябрь 2009 г.
- Кларк, Хелен. Действительно ли вьетнамские женщины хотят выйти замуж за китайцев? , 2 апреля 2017 г.